# Piotr Sielezniow
Piotr Ianuarjewicz Sielezniow (ros. Пётр Иануарьевич Селезнёв, ur. 28 stycznia 1897 we wsi Timaszowo w guberni samarskiej, zm. 7 marca 1949 w Moskwie) – radziecki działacz partyjny i państwowy.

## Życiorys
Początkowo pracował jako rachmistrz i pomocnik księgowego w Samarze, w 1915 wstąpił do SDPRR(b), został aresztowany i zwolniony. Od 1916 do czerwca 1917 służył w rosyjskiej armii, od listopada 1917 do 1918 był komisarzem banku w Samarze, następnie prowadził działalność podziemną. W 1919 został instruktorem Wydziału Politycznego 15 Armii Frontu Zachodniego, 1921-1923 pracował w KC RKP(b), później w 1 Moskiewskim Uniwersytecie Państwowym, w 1924 pracował w fabryce w Bieżycy (obwód briański), a 1924-1926 ponownie w KC RKP(b)/WKP(b). Od 1926 do 1928 kierował Wydziałem Organizacyjnym Komitetu Gubernialnego WKP(b) w Orenburgu, 1928-1931 był zastępcą kierownika Wydziału Organizacyjnego Środkowowołżańskiego Komitetu Krajowego WKP(b), 1932-1935 pracował w Moskiewskim Komitecie WKP(b), po czym został instruktorem Wydziału Kierowniczych Organów Partyjnych KC WKP(b) i kierownikiem sektora tego wydziału. Od 1938 do stycznia 1939 był zastępcą kierownika Wydziału Kierowniczych Organów Państwowych KC WKP(b), 17 stycznia 1939 został I sekretarzem Krasnodarskiego Komitetu Krajowego WKP(b), a 21 marca 1939 zastępcą członka KC WKP(b) (obie te funkcje pełnił do śmierci). Jednocześnie od 21 kwietnia do 19 maja 1942 był członkiem Rady Wojskowej Głównego Dowództwa Kierunku Północnokaukaskiego, od maja do lipca 1942 członkiem Rady Wojskowej Frontu Północno-Kaukaskiego, a od 3 września 1942 do 1943 szefem Południowego/Krasnodarskiego Sztabu Ruchu Partyzanckiego. Był odznaczony dwoma Orderami Lenina (w tym 16 marca 1940) i Orderem Wojny Ojczyźnianej I klasy.